# Sozialbegleiter
Sozialbegleiter (FA) ist eine geschützte Berufsbezeichnung in der Schweiz.
Die Prüfung zum Sozialbegleiter ist eine Berufsprüfung.

## Tätigkeiten
Sozialbegleiter unterstützen ihre Klienten mit schwierigen Lebensumständen im Alltag, in der Freizeit, bei Behördengängen usw.
Ziel ist es, die Selbständigkeit des Klienten (wieder-)herzustellen.
Die Mehrheit arbeitet bei kirchlichen, öffentlichen oder privaten Institutionen.
Zumeist arbeiten sie im ambulanten Bereich, selten arbeiten sie auch im stationären Bereich.

## Voraussetzungen
Bei Prüfungsantritt erforderlich:
- eidg. Fähigkeitszeugnis (EFZ) als Fachmann/-frau Betreuung, Fachmann/-frau Gesundheit oder gleichwertiger Ausweis im Sozial- oder Gesundheitsbereich
und
- nach Abschluss der Grundbildung mind. 2-jährige Berufserfahrung zu 50 % in der Betreuung und Begleitung im Sozialbereich

oder
- Abschluss auf Sekundarstufe II (z. B. Fachmatura, gymnasiale Maturität, Grundbildung in einem anderen Beruf)
und
- nach dem Abschluss mind. 3-jährige Berufserfahrung zu 50 % in der Betreuung und Begleitung im Sozialbereich

Die erforderliche Berufspraxis darf zu max. 25 % in der dokumentierten Freiwilligenarbeit erbracht werden und muss in den letzten 5 Jahren vor dem Prüfungsantritt geleistet worden sein.

## Ausbildung
Die Ausbildung dauert (je nach Vorbildung) anderthalb bis drei Jahre und findet Berufsbegleitend statt.

## Geschichte
Die Schule für Sozialebegleitung in Zürich besteht seit 1981 und vergab bis 2012 den Titel diplomierter Sozialbegleiter.
Die Prüfungsordnung zum Sozialbegleiter (FA) trat am 5. Mai 2010 in Kraft. Träger ist der schweizerische Berufsverband Sozialbegleitung sowie die INSOS Schweiz. Die erste Prüfung nach dieser Verordnung fand am 16. / 17. November 2011 statt.
Absolventen zwischen 2003 und 2012 der Schule für Sozialebegleitung mit einem Jahr sozialbegleiterische Berufstätigkeit zu 100 % können ohne Prüfung den Fachausweis beantragen. Frühere Absolventen müssen die Prüfung ablegen.

## Weiterbildungsmöglichkeiten
Zum Beruf des Sozialbegleiters gehört die laufende Weiterbildung in Form von Fachkursen. Wer Beruflich weiterkommen möchte, für den stehen u. a. folgende Möglichkeiten offen:
Höhere Fachprüfung (HFP)
- Dipl. Institutionsleiter/in im sozialen und sozialmedizinischen Bereich

Höhere Fachschule
- Dipl. Sozialpädagoge/-pädagogin HF
- Dipl. sozialpädagogische/r Werkstattleiter/in HF

Fachhochschule
- Bachelor of Arts/Science (FH) in Sozialer Arbeit